# Горенди
Горенди (пол. Gorędy) — село в Польщі, у гміні Нарва Гайновського повіту Підляського воєводства.
Населення — 28 осіб (2011).
У 1975-1998 роках село належало до Білостоцького воєводства.

## Демографія
Демографічна структура станом на 31 березня 2011 року:
|          | Загалом | Допрацездатний вік | Працездатний вік | Постпрацездатний вік |
| -------- | ------- | ------------------ | ---------------- | -------------------- |
| Чоловіки | 12      | 3                  | 7                | 2                    |
| Жінки    | 16      | 3                  | 6                | 7                    |
| Разом    | 28      | 6                  | 13               | 9                    |